# Alberto Fernández
Alberto Ángel Fernández, argentinski politik; * 2. april 1959, Buenos Aires, Argentina.
Fernández, rojen v Buenos Airesu, je obiskoval Univerzo v Buenos Airesu, kjer je pri 24 letih diplomiral iz prava in kasneje postal profesor kazenskega prava. V javno službo je vstopil kot svetovalec posvetovalnega sveta Buenos Airesa in argentinske poslanske zbornice. Leta 2003 je bil imenovan za šefa kabineta ministrov v času predsednika Néstorja Kirchnerja in v prvih mesecih predsedovanja Cristine Fernández de Kirchner.
Kot član levosredinske peronistične pravosodne stranke je bil Fernández kandidat stranke za predsedniške volitve leta 2019 in z 48 % glasov premagal takratnega predsednika Mauricija Macrija. V času svojega mandata je Fernández vložil zakon, ki predlaga legalizacijo splava, poleg drugega zakona, usmerjenega v zdravstveno oskrbo žensk, ki ga je sprejel senat, s katerim je uradno legaliziral splav v Argentini. Z največjimi argentinskimi upniki je dosegel dogovor o pogojih za prestrukturiranje 65 milijard ameriških dolarjev tujih obveznic po izrednem kolapsu zaradi državnih neplačil.
V prvih mesecih Fernandezovega predsedovanja so se odnosi Argentine z Brazilijo zaostrili zaradi političnega rivalstva z brazilskim predsednikom Jairom Bolsonarom. Izpodbijal je sklepe Organizacije ameriških držav, da je bila ponovna izvolitev Eva Moralesa protiustavna zaradi volilne prevare.